# Stef Dawson
Pour les articles homonymes, voir Dawson.
Stef Dawson, née le 17 décembre 1988 à Canberra, est une actrice australienne.
Elle est notamment connue pour son rôle d'Annie Cresta dans Hunger Games : La Révolte, partie 1 et partie 2.